# Blindaj
Termenul blindaj se referă la bariere fizice de protecție folosite în sistemele de transport sau luptă pentru a reduce sau evita avariile cauzate de focul inamic.

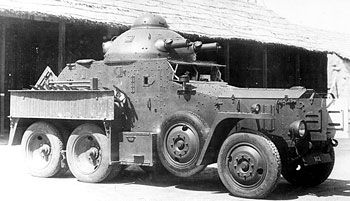
Maşină blindată de epocă

Blindajul clasic care folosește pentru această finalitate plăci metalice din oțel, de o grosime considerabilă care acționează ca o apărare a corpului protejat. Un factor de mare importanță este greutatea adusă corpului ca rezultat al blindării și efectele acestuia asupra manevrabilității blindatului. De exemplu, tancurile și navele de luptă pot fi echipate cu puternice blindaje de o greutate mare, manevrabilitatea lor este din principiu lentă și nu este afectată radical. Dar un jeep, camion sau avion de transport militar are nevoie de o mișcare mult mai rapidă și nu poate să fie echipat cu un blindaj greu.
Alte tipuri de blindaj sunt blindajul reactiv, care dă protecție specială tancurilor contra muniției specializate în distrugerea blindajelor.
Există și parbrize (geam antivandalic laminat) care este uniunea între trei plăci de sticlă intercalat cu două straturi de polivinil (PVB). Acest plastic combină calitățile optice, cu elasticitatea, aderența pe sticlă și rezistența la impact.

## Vehicule
Prima tehnologie modernă de producție pentru aplicarea plăcilor de armură a fost folosită de forțele navale în construirea navei de război Ironclad, ajungând la vârful ei de dezvoltare cu nava de luptă. Primele tancuri au fost produse în timpul primului război mondial.  Armura aeriană a fost utilizată pentru a proteja piloții și sisteme de aeronave din timpul primului război mondial.
În utilizarea forțelor terestre moderne, sensul armurii a fost extins pentru a include rolul trupelor în luptă. După evoluția războiului blindat, infanteria mecanizată a fost montată în vehicule blindate de luptă și a înlocuit  infanteria ușoară în multe situații. În războiul modern blindat, unitățile blindate echipate cu tancuri și vehicule de luptă pentru infanterie servesc rolului istoric atât al  cavaleriei grele, cât și al cavaleriei ușoare și dragonilor și aparțin ramurii blindate.

### Istoric

#### Nave

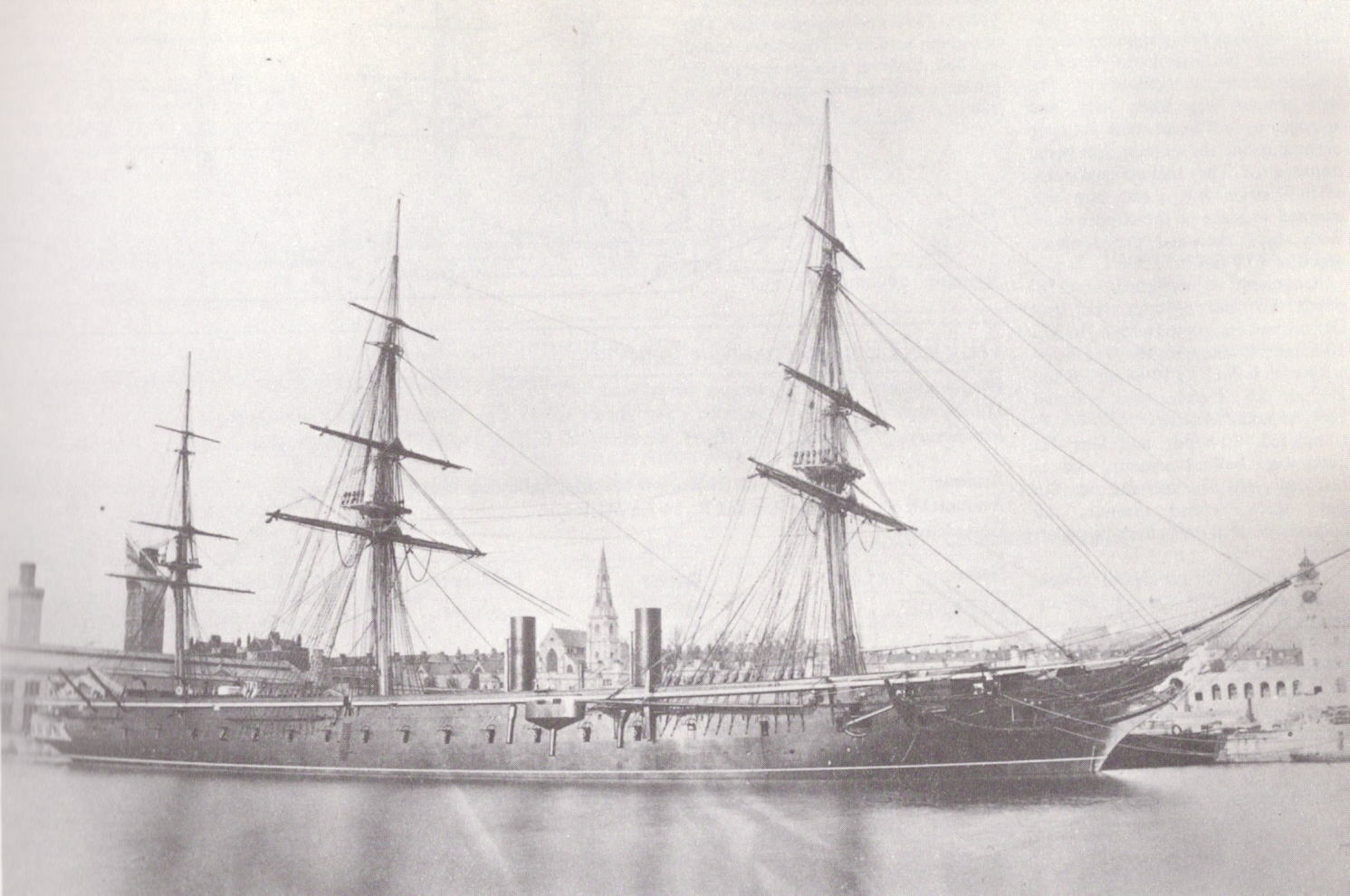
HMS Warrior în timpul anilor 1867 și 1871

Prima navă de luptă blindată, cu armură de fier peste o carcasă de lemn, La Gloire, a fost lansată de Marine nationale (Franța) în 1859, determinând Marina Regală Britanică să construiască un contor. În anul următor au lansat HMS Warrior, care a fost de două ori mai mare și avea armură de fier peste o carcasă de fier. După ce prima bătălie dintre două nave blindate, care a avut loc în 1862 în timpul războiului civil american, a devenit clar că nava blindată cu mai multe straturi de fier, a înlocuit nava de luptă nearmorată, devenind cea mai puternică navă de război pe mare.

#### Trenuri

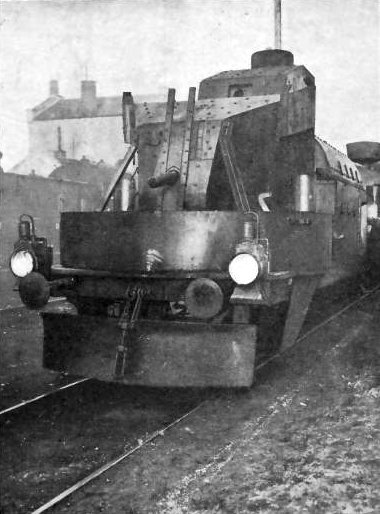
Un tren blindat din 1915

Trenurile blindate au fost folosite în timpul secolului al XIX-lea în Războiul Civil American (1861-1865), Războiul franco-prusac (1870-1871), Primul Război al Burilor (1880-81) și Al Doilea Război al Burilor (1899-1902), Războiul polono-sovietic (1919-1921),  Primul Război Mondial (1914-1918), Al Doilea Război Mondial (1939-1945) și Primul Război din Indochina (1946-1954). Cea mai intensă utilizare a trenurilor blindate a fost în timpul războiului civil rus (1918-1920).

## Materiale pentru producerea de armuri
Pentru producerea armurii a fost utilizată o gamă largă de materiale structurale cu proprietăți mecanice necesare, principalele fiind duritatea și rezistența, alungirea, rezistența la impact, modulul de elasticitate. În general, performanța mecanică a materialelor pentru fabricarea armurilor ar trebui să fie la un nivel ridicat. Materialele folosite cel mai mult pentru producția de armuri moderne:
- oțel de înaltă rezistență cu valori ridicate ale viscozității și alungirii (oțeluri aliate, laminate și turnate);
- aliaje de aluminiu prelucrate din diverse sisteme de dopaj;
- materiale compozite (laminate) de înaltă rezistență cu matrice de aluminiu sau aliaje de titan;
- materiale compozite armate cu fibre metalice și mușchi;
- explozivi rezervare activă;
- materiale plastice umplute cu fibre orientate de carbon, oxid de aluminiu, fibre de bor etc.
- materiale plastice armate cu fibre de înaltă rezistență și cu cavități distribuite umplute cu apă sau lichide vâscoase («armură lichidă»);
- materiale de construcție cu rezistență ridicată (super beton, beton umplut cu apă, spume speciale pentru amortizarea undelor de explozie etc.).

## Importanța armurii pentru protejarea obiectelor mobile și statice

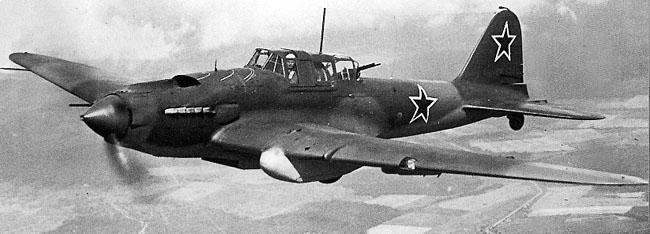
Avion de atac la sol Iliușin Il-2

Armura are o importanță deosebită pentru protecția obiectelor, a echipamentului, a oamenilor, în timpul desfășurării operațiunilor de luptă (războaie), a exercițiilor (aproape de luptă) și a testelor de noi tipuri de arme. Folosirea armurii sporește supraviețuirea trupelor și a armatei, sporeste dramatic capacitatea de a conduce lupta și apărarea, deoarece protejează oamenii și echipamentul de moarte, rănire și eșec. În același timp, armura face vehiculul mai greu, făcându-l o țintă mai puțin mobilă, care este mai mult timp sub foc. Pentru a reduce acest efect, proiectanții au proiectat un echipament militar cu un corp blindat, adică armura are funcții de susținere și de protecție, în special în construcția de aeronave, prima aeronavă cu un corp portant din armură a fost avionul de atac II-2.
O altă modalitate de a rezolva această problemă este de a crea materiale cu  structură mai durabile și mai ușor rezistente la greutăți, care, la rândul lor, permit fie să reducă greutatea vehiculelor de luptă fără a-și slăbi armura, fie să mărească armura, fără a face mai grele aceste mașini de luptă. Din motive destul de naturale, ambele metode de rezolvare a problemei sunt combinate.